# 新潟県立新潟江南高等学校
新潟県立新潟江南高等学校（にいがたけんりつ にいがたこうなんこうとうがっこう）は、新潟県新潟市中央区女池南三丁目にある県立高等学校。

## 沿革
- 1962年11月13日 - 新潟県教育委員会告示により設立を決定。
- 1963年4月1日 - 新潟県立新潟女子高等学校として開校。普通科、商業科を設置。
- 1966年4月1日 - 衛生看護科を設置。
- 1974年4月1日 - 新潟県立新潟江南高等学校と改称。男女共学開始。
- 1998年3月31日 - 商業科を閉科。
- 2004年3月31日 - 衛生看護科閉科。普通科のみとなる。

## 概要
前身は1963年に設立された新潟女子高等学校。
1974年に新潟江南高校に改称と同時に男女共学が開始。
現在は普通科のみとなっているが、過去には商業科、衛生看護科も存在していた。
女子の制服は県内には数少ないセーラー服となっている。
また、校訓である恵温は、中国最古の詩経「詩経、邶風」にある文句である。
学校は鳥屋野潟北部に位置しており、周辺には新潟県立図書館、新潟県立自然科学館、新潟県馬術連盟、新潟市鳥屋野野球場、新潟市鳥屋野球技場がある。

## 校歌
- 『新潟県立江南高等学校校歌』（作詞：宮柊二・作曲：細矢禊）[1]

## 学校行事
- 4月 入学式
- 6月 青葉祭（体育祭）

赤、青、黄、紫、緑、桃、黒の7つの軍団に分かれて競技を行う。
種目はパネル・競技・応援・衣装の4つ。
- 9月 恵温祭（文化祭）

クラスや部活による出し物、希望者によるバンド演奏などがある。
- 12月 球技大会

バスケットボール、バレーボール、卓球、バドミントンの4種目。
- 3月 卒業式

## 部活動

### 運動部
- 陸上競技部
- 野球部
- サッカー部
- テニス部
- 体操部
- 水泳部
- バスケットボール部
- バレーボール部
- テニス部
- バドミントン部
- ハンドボール部
- 卓球部
- 剣道部
- 空手道部
- 弓道部
- 馬術部

### 文化部
- 吹奏楽部
- 書道部
- 茶道部
- 演劇部
- 美術部
- 華道部
- 写真部
- 文芸部
- 英語同好会
- 家庭同好会

## 著名な出身者
- 相澤貴志 - 元サッカー選手、現アルビレックス新潟サッカースクールコーチ
- 大野敬正 - 津軽三味線
- 高野文子 - 漫画家
- 星野正則 - ドトールコーヒー社長、日本フランチャイズチェーン協会副会長
- 渡辺ラオウ - お笑い芸人

## 交通アクセス
- 新潟交通 S5 女池線 「江南高校前」バス停から徒歩約2分
  - 同バス停にはこのほか、朝時間帯に市内各方面から直通運行される「モーニングライナー」や朝夕限定で運行されるW7 大野・白根線 W73系統も停車する。

いずれも2019年3月改正時点の利用可能なバス停・路線。